# Autopista Zaragoza-Mediterráneo
La autopista Zaragoza-Mediterráneo o AP-2 es una autopista española, que une Zaragoza con Barcelona y Tarragona. Discurre entre Alfajarín, cerca de la ciudad de Zaragoza, y Saifores, cerca de El Vendrell, en la provincia de Tarragona, donde enlaza con la AP-7. Era una autopista de peaje, y se convirtió en autopista gratuita tras caducar la concesión pública en 2021, pasando a integrar la Red de Carreteras del Estado.
Anteriormente, un tramo de la B-23 estaba marcado como AP-2, aunque con la misma numeración kilométrica que la B-23, de lo que se deducía que el tramo de AP-7 intermedio formaba parte también de la AP-2. Actualmente, ese tramo ya pertenece oficialmente a la B-23. 
Empieza en el enlace 340 de la A-2, Alfajarín, cerca de la ciudad de Zaragoza, y acaba en el enlace con la AP-7 a la altura de Saifores, en la provincia de Tarragona, cerca de El Vendrell. El tramo comprendido entre Zaragoza y Alfajarín formaba parte de esta autopista y estaba libre de peaje, pero con el cambio de denominación de autopistas y autovías de 2003 pasó a formar parte de la A-2.
La autopista se construyó entre 1973 y 1977 y constituye un corredor importante entre Madrid y País Vasco con Cataluña. Antes del cambio de denominación de autovías y autopistas se llamaba A-2.
Desde el mes de noviembre de 2009, por un acuerdo de la Diputación General de Aragón y el Ministerio de Fomento con la concesionaria de la autopista, al realizar cualquier trayecto de ida y vuelta (en un máximo de 24 horas) comprendido entre Alfajarín y Fraga, ambos inclusive, y pagar con el dispositivo VIA-T, no se cobraba.
La concesionaria de la autopista era Acesa, filial de Abertis. La concesión finalizó el 31 de agosto de 2021, revirtiendo al Estado.

## Tráfico
La AP-2 registró en 2013 una intensidad media diaria (IMD) de 9467 vehículos al día, según los datos publicados por el Ministerio de Fomento. La intensidad circulatoria marcó decrecimientos en los seis últimos años: -7,0 % en 2013, -10,9 % en 2012, -8,6 % en 2011, -4,1 % en 2010, -9,2 % en 2009 y -7,7 % en 2008. Los mejores datos se registraron en 2007, con 15 541 vehículos al día y con cifras superiores a los 14 000 vehículos diarios en el período del año 2000 a 2007.
Asimismo en 2013, la intensidad de camiones fue de 1171 vehículos pesados al día. Supone un aumento de un 4,6 % respecto a 2012 y el tráfico de vehículos pesados se sigue recuperando en 2014. Sin embargo las cifras están lejos de los ejercicios anteriores a 2007, en los que la IMD oscilaba entre 2000 y 2500 vehículos pesados al día. Entre 2008 y 2012, el descenso del tráfico de camiones fue acusado: -12,5 % en 2012, -9,9 % en 2011, -12 % en 2010, -21,6 % en 2009 y -10 % en 2008. 
Enero y febrero son los meses de menos tráfico. Enero de 2014 registró una IMD de 6653 y febrero una IMD de 6881, repuntando a 11 171 en abril de 2014 por el aumento de tráfico en Semana Santa. En cambio agosto es el mes de más tráfico, alcanzando una IMD de 16 628 en agosto de 2013. Son los meses de verano por tanto los que registran más tráfico, mientras que en invierno la circulación se reduce notablemente.

## Antiguas concesiones
La concesionaria de la Autopista era ACESA (Autopistas, Concesionaria Española, Sociedad Anónima) que junto a la concesionaria AUMAR con la que se fusionó en 2003 constituyeron la empresa Abertis, de la que ahora son filiales.
El tramo Zaragoza-Mediterráneo tuvo como fecha final de la concesión el 31 de agosto de 2021. Tras una moción en el Congreso de los Diputados, se aprobó no renovar las concesiones de la AP-2 y AP-7, ni tampoco aumentar las tarifas de las mismas durante el tiempo que queda ni construir nuevas autopistas de peaje en Cataluña.
Gracias a la fusión de las 2 concesionarias de peaje de la AP-2 y de la AP-7 se desmantelaron las barreras de peaje entre los años 2008 y 2011 del Mediterráneo en la AP-2 y Tarragona, El Vendrell y Hospitalet del Infants en la AP-7 creando un peaje cerrado mediante ticket pudiendo recorrer desde Martorell a Sagunto por la AP-7 y desde Martorell a Bujaraloz por la AP-2 sin necesidad de parar.

## Liberalización del peaje
El 31 de agosto de 2021, antes de 23:59 horas, se levantaron las barreras de las cabinas de peaje de Pina de Ebro y de todos los enlaces de la autopista AP-2, por la liberalización de los peajes fijado en este mismo día.

## Áreas de servicio
La AP-2 tiene siete áreas de servicio:
- Pina de Ebro
- Los Monegros
- Fraga
- Lérida
- Las Garrigas
- Montblanch
- Alto Campo

## Tramos
| Denominación | Tramo                 | Kilómetros | Año servicio |
| ------------ | --------------------- | ---------- | ------------ |
| E-90 AP-2    | Alfajarín A-2 - Soses | 109        | 1977         |
| E-90 AP-2    | Soses - Vendrell AP-7 | 106        | 1976         |

## Salidas
| Elemento | Nombre de Salida (sentido El Vendrell)/Ver de arriba-abajo                                                | Número de Salida | Punto kilométrico | Nombre de Salida (sentido Zaragoza)/Ver de abajo-arriba    | Carretera que enlaza |
| -------- | --- | ---------------- | ----------------- | ---------------------------------------------------------- | -------------------- |
|          | Alfajarín                                                                                                 |                  |                   | Continúa en sentido Zaragoza por A-2 E-90                  | A-2 E-90             |
|          | Área de Servicio de Alfajarín                                                                             |                  | km 18,5           | Área de Servicio de Alfajarín                              |                      |
|          | | 19               | km 18,5           | Alfajarín                                                  |                      |
|          | A-222 Belchite N-232 Alcañiz - Castellón                                                                  | 23               | km 23             | A-222 Belchite N-232 Alcañiz - Castellón                   | ARA-A1               |
|          | Área de Descanso                                                                                          |                  | km 32             | Área de Descanso                                           |                      |
|          | Peaje de Pina de Ebro Peaje liberado el 31/08/2021                                                        |                  | km 41,5           | Peaje de Pina de Ebro Peaje liberado el 31/08/2021         |                      |
|          | Pina de Ebro                                                                                              | 43               | km 43             | Pina de Ebro                                               |                      |
|          | Área de Servicio de Pina                                                                                  |                  | km 47,5           | Área de Servicio de Pina                                   |                      |
|          | Área de Descanso                                                                                          |                  | km 56,5           | Área de Descanso                                           |                      |
|          | Bujaraloz                                                                                                 | 67               | km 66,5           | Bujaraloz - Alcañiz                                        |                      |
|          | Provincia de Huesca                                                                                       |                  | km 70,5           | Provincia de Zaragoza                                      |                      |
|          | Área de Descanso                                                                                          |                  | km 74             | Área de Descanso                                           |                      |
|          | Arco del meridiano de Greenwich                                                                           |                  | km 82             | Arco del meridiano de Greenwich                            |                      |
|          | Área de Servicio de Los Monegros                                                                          |                  | km 86,5           | Área de Servicio de Los Monegros                           |                      |
|          | Área de Descanso                                                                                          |                  | km 91             | Área de Descanso                                           |                      |
|          | Área de Descanso                                                                                          |                  | km 107            | Área de Descanso                                           |                      |
|          | Fraga | 114              | km 114            | Fraga                                                      |                      |
|          | Área de Servicio de Fraga                                                                                 |                  | km 119            | Área de Servicio de Fraga                                  |                      |
|          | Provincia de Lérida/CATALUÑA                                                                              |                  | km 120            | Provincia de Huesca /Aragón                                |                      |
|          | N-2 Soses - Alcarrás A-2 Lérida - Barcelona                                                               | 127              | km 127            | N-2 Soses - Alcarrás A-2 Fraga                             |                      |
|          | Área de Descanso                                                                                          |                  | km 134            | Área de Descanso                                           |                      |
|          | Lérida | 140              | km 140            | Lérida                                                     |                      |
|          | Área de Servicio de Lérida                                                                                |                  | km 141,5          | Área de Servicio de Lérida                                 |                      |
|          | Área de Descanso                                                                                          |                  | km 149,5          | Área de Descanso                                           |                      |
|          | Borjas Blancas - Mollerusa                                                                                | 161              | km 160,5          | Borjas Blancas - Mollerusa                                 |                      |
|          | Área de Servicio de Las Garrigas                                                                          |                  | km 163,5          | Área de Servicio de Las Garrigas                           |                      |
|          | Albí - Vinaixa                                                                                            | 173              | km 172,5          | Albí - Vinaixa                                             |                      |
|          | Provincia de Tarragona                                                                                    |                  | km 181            | Provincia de Lérida                                        |                      |
|          | Área de Descanso                                                                                          |                  | km 184            | Área de Descanso                                           |                      |
|          | Montblanch - Espluga de Francolí                                                                          | 193              | km 192,5          | Montblanch - Espluga de Francolí                           |                      |
|          | Área de Servicio de Montblanch                                                                            |                  | km 195            | Área de Servicio de Montblanch                             |                      |
|          | Valls - Pla de Santa María                                                                                | 206              | km 206,5          | Pla de Santa María - Puente de Armentera                   | C-37                 |
|          | Área de Descanso                                                                                          |                  | km 208            | Área de Descanso                                           |                      |
|          | Vilarrodona                                                                                               | 215              | km 214            | Vilarrodona - Valls                                        | C-51                 |
|          | Área de Servicio de Alto Campo                                                                            |                  | km 221            | Área de Servicio de Alto Campo                             |                      |
|          | Área de Descanso                                                                                          |                  | km 227            | Área de Descanso                                           |                      |
|          | La Bisbal del Panadés - Lloréns - Santa Oliva - L'Albornar                                                | 228              | km 228,5          | La Bisbal del Panadés - Lloréns - Santa Oliva - L'Albornar | T-240                |
|          | AP-7 E-15 E-90 Villafranca del Panadés - Barcelona - Gerona AP-7 E-15 El Vendrell - Tarragona - Castellón |                  | km 234            |                                                            |                      |
|          | Continúa en sentido Barcelona - Tarragona por AP-7 E-15                                                   |                  |                   | El Vendrell                                                | AP-7 E-15            |

## Radares
- km 165 - Sentido Barcelona - Límite 120 km/h - Preseñalizado en km 164
- km 173,85 - Sentido Zaragoza - Límite 120 km/h

## Accidentes
- El 5 de enero de 2008 se produjo un accidente múltiple a la altura de Castelldans, kilómetro 154,7, en el que colisionaron 24 vehículos y falleció una persona. El accidente posiblemente se debió a la presencia de una intensa niebla o lluvia.

- El 26 de julio de 2019 se dio un accidente entre dos camiones que transportaban material tóxico a la altura de Bujaraloz. Se cerró la autopista durante todo el día causando largas colas de vehículos hasta que se despejaron los camiones.